# 府丞
府丞是中国古代的一个官名。丞，通“承”、有辅佐的意思。而府丞指的正是「府」編制中为次官或更低级的辅佐官。唐朝之後，府丞使用編制較少。明朝之後，此官制復用，也是輔佐官的沿用。例如宗人府內設有府丞。